# Сеґнітит
Сеґнітит — мінерал класу фосфатів, арсенатів та ванадатів, що відноситься до групи дюсертиту. Названий на честь Едгара Ральфа Сеґніта (1923—1999), геолога та гемолога у відділі мінеральної хімії CSIRO в Мельбурні, за його внесок у австралійську мінералогію.

## Характеристики
Сеґнітит — це арсенат із хімічною формулою PbFe₃3+(AsO₄)₂(OH, H₂O)₆.
Схвалений як дійсний вид Міжнародною мінералогічною асоціацією в 1991 році.
Кристалізується в тригональній системі.
Твердість за шкалою Мооса становить 4.
За класифікацією Нікеля-Штрунца сеґнітит належить до підгрупи «08.BL: Фосфати та ін. з додатковими аніонами, без H₂O, із середніми та великими катіонами, (OH тощо): RO₄ = 3:1» разом із такими мінералами: бедантит, коркіт, гідальгоїт, гінсдаліт, кеммліцит, сванбергіт, вудхаузіт, галлобеудантит, арсеногоязит, арсеногорцейксит, арсенокрандалліт, беноїт, крандаліт, дусертит, ейлеттерзит, горцейксит, гоязит, кінтореїт, філіпсборніт, плюмбогуміт, спрингкрікіт, арсенофлоренсіт-(La), арсенофлоренсіт-(Nd), арсенофлоренсіт-(Ce), флоренсіт-(Ce), флоренсіт-(La), флоренсіт-(Nd), вейландит, заїрит, арсеноваландит, грауліхіт-(Ce), флоренцит-(Sm), вітаніеміїт і патерсоніт.

## Утворення і родовища
Сеґнітит вперше був виявлений у рудному родовищі Брокен-Гілл, штат Новий Південний Уельс, Австралія. Вперше він був знайдений в окисненій зоні свинцево-цинкових сульфідних рудних тіл рудного родовища Брокен-Гілл і утворюється в подібних умовах по всьому світу. Сеґнітит є відносно рідкісним мінералом, і він не проявляється в дуже великих кількостях, але зустрічається по всьому світу в подібних місцях. Згодом його знайшли в багатьох місцевостях Західної Європи, зокрема в районах поблизу Швейцарії, Німеччини та Австрії.